# Cerkiew Przeniesienia Relikwii św. Mikołaja w Króliku Wołoskim
Cerkiew św. Mikołaja w Króliku Wołoskim – murowana parafialna cerkiew greckokatolicka.
Jest to cerkiew kamienna, nakryta dwuspadowym dachem kalenicowym pokrytym blachą, z trzema wieżyczkami osadzonymi na ośmiobocznych bębnach. Nad wejściem zniszczony tympanon. Wewnątrz zachowały się fragmenty posadzki.
Cerkiew została zbudowana w latach 1843–1845 w miejscu starszej, drewnianej świątyni. W latach 1923 oraz 1930 została odnowiona. Po wojnie, po wysiedleniu mieszkańców wsi, opuszczona, została zamieniona w magazyn PGR Szklary.
Do parafii w Króliku Wołoskim należeli również mieszkańcy sąsiedniej wsi Królik Polski. W latach 1934–1947 parafia należała do Apostolskiej Administracji Łemkowszczyzny.
W lipcu 1996 znajdujący się obok cerkwi cmentarz został odremontowany przez uczestników obozu konserwatorskiego „Nadsanie” zorganizowanego przez Stanisława Krycińskiego.
Obecnie cerkiew jest własnością Stowarzyszenia Królik Wołoski, które w roku 2013 rozpoczęło jej zabezpieczanie i remont.

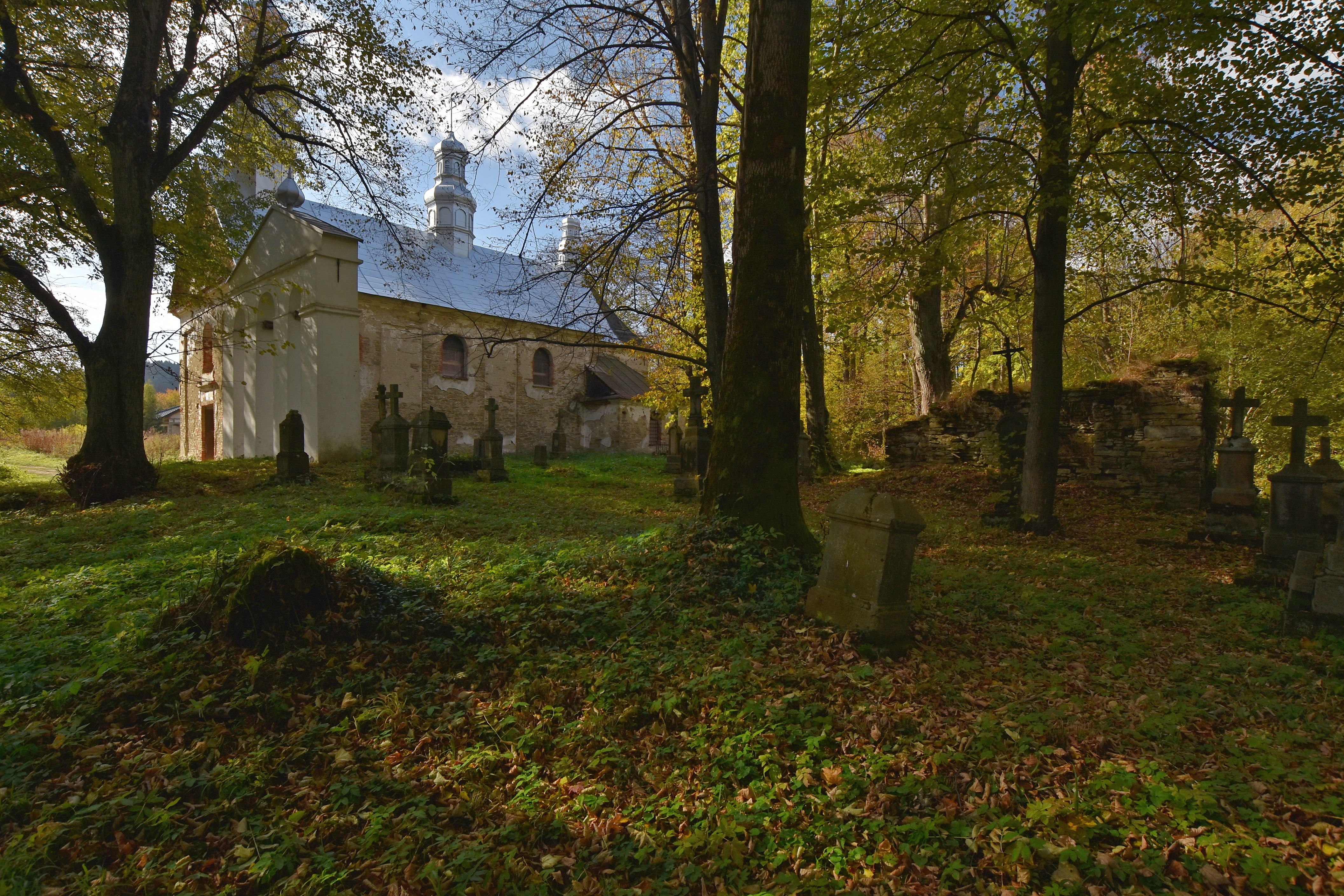
Przycerkiewny cmentarz
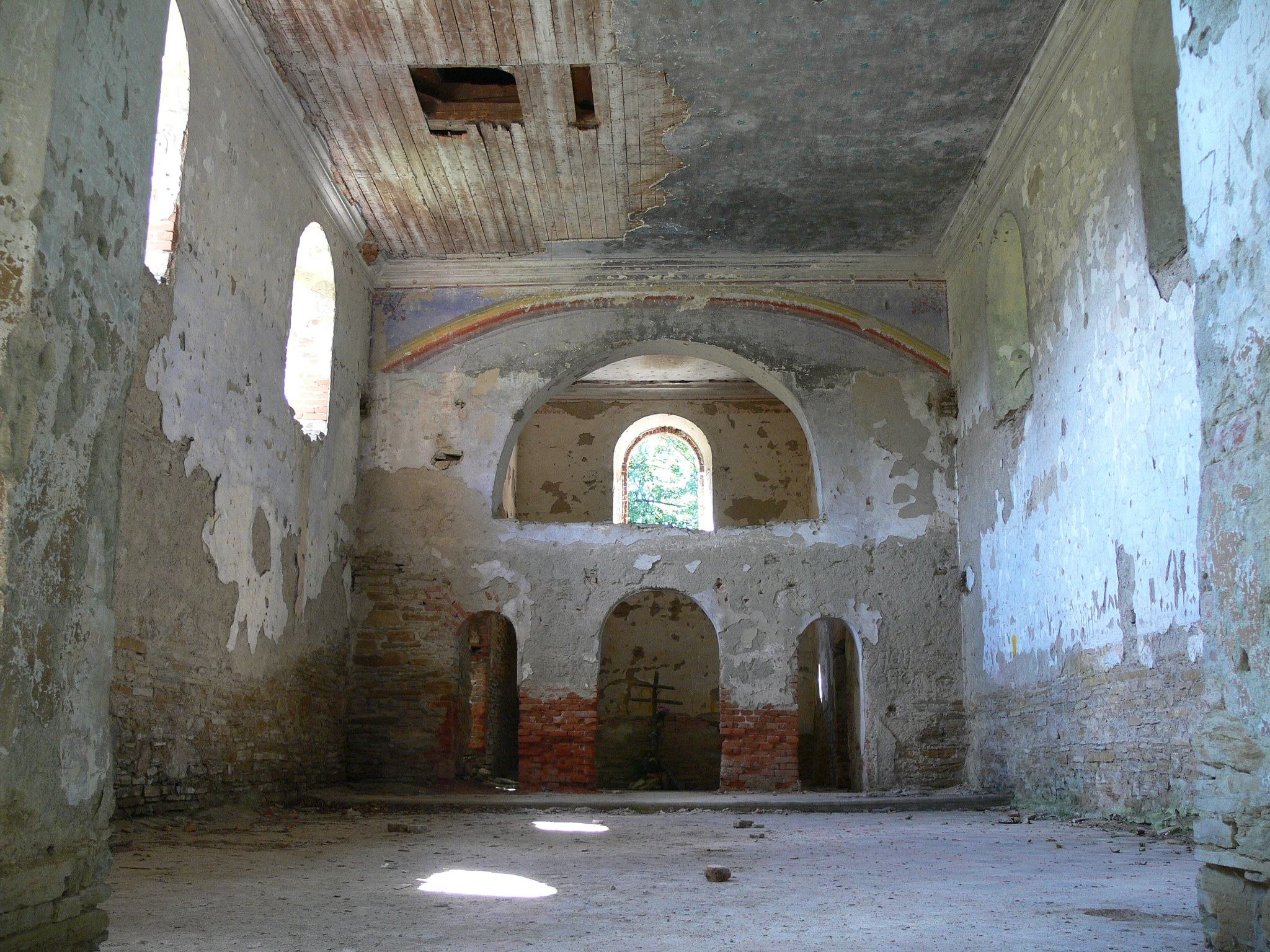
Wnętrze, stan 2008
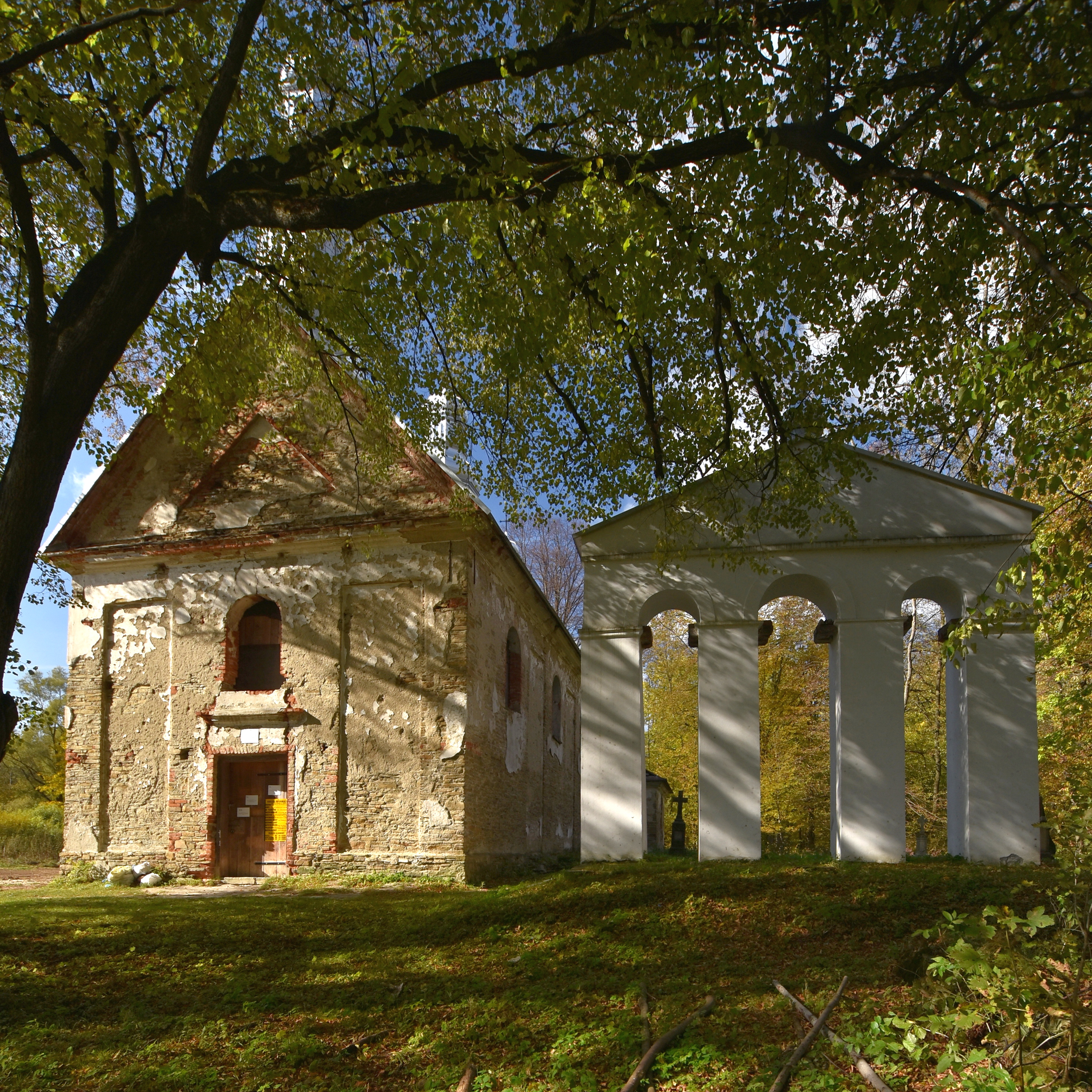
Dzwonnica